# Poland (singel)
Poland – singel amerykańskiego rapera Lil Yachty. Został wydany 11 października 2022 roku za pośrednictwem wytwórni Quality Control Music. Piosenka zyskała dużą popularność. W Polsce nagranie uzyskało certyfikat złotej płyty.

## Tło i wydanie
Lil Yachty ogłosił w styczniu 2022 r. że pracuje nad nowym albumem.
W październiku tego samego roku, „Poland” wyciekło do Internetu. Niedługo potem piosenka spotkała się z pozytywnym przyjęciem słuchaczy i innych artystów, takich jak: Wiz Khalifa, DDG i Denzel Curry oraz Drake, Steve Lacy czy Offset. Utwór szybko stał się popularnym memem, m.in. na platformie TikTok.
Piosenka została oficjalnie wydana 11 października. Utwór zremiksowali polscy raperzy Ozzy Baby oraz Bedoes i White 2115.

## Kompozycja i tekst
Utwór wyprodukowany został przez Lukrative, Lucian i F1lthy z kolektywu Working on Dying. Na głos Yachty’ego nałożony został charakterystyczny efekt „cyber-vibrato” wygenerowany przez Auto-Tune.
„Poland” zostało docenione przez media za zwięzłość i prosty liryzm. W piosence Lil Yachty opowiada o walce ze swoimi demonami. Refren „I took the wock to Poland” został szczególnie wyróżniony przez słuchaczy i zyskał spore zainteresowanie w mediach. Termin „wock” odnosi się do Wockhardt, firmy farmaceutycznej znanej z produkcji syropów na kaszel, które można znaleźć w popularnej w USA używce – lean.

## Odbiór
Piosenka była chwalona przez dziennikarzy muzycznych za jej prostotę, a wiele mediów nazywa ją „chwytliwą”, „hipnotyczną” lub „tajemniczą”.
Eric Skelton z Complex napisał, że hook na ten utwór jest „tak wyjątkowy, że nie możemy przestać o tym myśleć”, dodając, że występ Yachty’ego w piosence jest podobny do „śpiewania przez fana, gdy on śpiewa „Poland” z dodatkowym świergotem w głosie”. Skelton nazwał piosenkę „dziwaczną” i dodał, że „Poland” jest „dziwna jak diabli, dziwnie uzależniająca i śmiesznie zabawna do śpiewania”.
Richards z The Washington Post pochwalił efekt vibrato Auto-Tune zastosowany na wokalu Yachty’ego, pisząc, że „w tym zabawnym, dziwacznym, emocjonalnie ekstrawaganckim, tragikomicznym strumieniu brzmi jak maszyna, która nauczyła się płakać”.
12 października 2022 r. CEO Quality Control Music Pierre Thomas podzielił się w sieci rozmową tekstową z premierem Polski Mateuszem Morawieckim. Z rozmowy wynika, że Morawiecki zaprasza Lil Yachty’ego do Polski.

## Teledysk
Towarzyszący piosence teledysk został wyprodukowany przez Lyrical Lemonade i wydany na YouTube 11 października 2022 roku. Teledysk wyreżyserowany przez Cole’a Bennetta został odtworzony dotychczas ponad 13 milionów razy.

## Pozycje na listach
| Lista (2022)                          | Pozycja |
| ------------------------------------- | ------- |
| Australia (ARIA)                      | 49      |
| Austria (Ö3 Austria Top 40)           | 53      |
| Kanada (Canadian Hot 100)             | 15      |
| Czechy (Singles Digitál Top 100)      | 58      |
| Niemcy (Official German Charts)       | 52      |
| Global 200 (Billboard)                | 29      |
| Irlandia (IRMA)                       | 26      |
| Litwa (AGATA)                         | 24      |
| Holandia (Single Tip)                 | 3       |
| Nowa Zelandia (Recorded Music NZ)     | 27      |
| Słowacja (Singles Digitál Top 100)    | 35      |
| RPA (RISA)                            | 19      |
| Szwecja (Sverigetopplistan)           | 70      |
| Szwajcaria (Schweizer Hitparade)      | 62      |
| Wielka Brytania (OCC)                 | 30      |
| Wielka Brytania Hip Hop/R&B (OCC)     | 11      |
| USA Billboard Hot 100                 | 40      |
| USA Hot R&B/Hip-Hop Songs (Billboard) | 18      |